# Wilhelm Mauritz von Post
Wilhelm Mauritz von Post, född 27 februari 1625 på fädernegården Bosfeld, grevskapet Rheda, Westfalen, död 19 juli 1677 i Malmö, var jordägare i Tyskland och Sverige samt den förste chefen för Sveriges första regemente i Bohuslän, dåvarande Skåne-Bohusläns dragonregemente (även kallat von Posts dragonregemente). Regementet fick senare namnet Bohusläns regemente. Han naturaliserades genom ett kungligt brev den 27 juli 1664 och blev då svensk adelsman.

## Biografi
von Post medföljde uppvaktningen, när blivande drottning Hedvig Eleonora av Holstein-Gottorp 1654 for till Sverige för att gifta sig med Karl X Gustav. Tillsammans med sin arbetsgivare lantgreven Fredrik av Hessen-Eschwege anslöt han sig 1655 till den svenska armén i Polen. Samma år stupade lantgreven nära Posen. von Post fortsatte i svensk tjänst och deltog i tåget över Bält. Under belägringen av Köpenhamn i februari 1659 blev han så svårt blesserad, att han fick permission att resa till Sverige. När han återvände till armén blev han överstelöjtnant och skvadronschef för dragonregementet i de före detta danska provinserna, då kallat Skåne-Bohusläns-Jämtlands dragonregemente. Vid oroligheterna i dessa provinser marscherade regementet i augusti 1675 till Svinesund för att senare dra sig söder ut. I november 1676 anslöt de sig till Karl XI och de svenska trupperna i Skåne. Regementet hörde till den högra flygeln i slaget vid Lund den 4 december 1676. Vid slaget blev von Post sårad men förblev vid sitt regemente. Vid slaget vid Landskrona den 14 juli 1677 stred regementet åter i den högra flygeln. Regementschefen von Post föll av sin häst och skadades allvarligt. Han fick åtta blessyrer varav i livet två kulor och två värjstygn, som visade sig vara dödliga. Han fördes till Malmö. Vid hans dödsbädd fanns hans äldste son Adolph Georg, som var fänrik i faderns regemente.
von Post var son till det furstliga hessiska hovrådet, kapten Adolph von Post och Maria (Anna) von Kannen. Den 10 juli 1659 på Årby i Rasbokil socken utanför Uppsala gifte han sig med Catharina Schildt, född 5 februari 1642 på Årby i Rasbokil socken i Uppland, död 5 mars 1691 på Fornby i Rasbokil socken i Uppland, dotter till översten Jurgen Schildt och Anna Axelsdotter Cruus af Edeby. Paret fick fem söner och fem döttrar.